# Jaroslav Hanuš
Jaroslav Hanuš (20. srpen 1951 Praha, Československo – 2. prosinec 2021 Čerčany, Česko) byl českým režisérem pracujícím převážně pro Československou televizi, a posléze pro Českou televizi. Mezi jeho významná režijní díla patří seriály Život na zámku, Náměstíčko a Náves.

## Televizní tvorba
Hanušovým nejznámějším dílem je Život na zámku v hlavní roli s Tomášem Töpferem, jehož 52 dílů natáčel od jara 1994 do října 1998 v Kolíně a na zámku Roztěž. Roku 2001 následoval rodinný seriál Šípková Růženka. Motiv známé pohádky o probuzení spící princezny využil v příběhu ženy, která po rozvodu ztratila životní elán. V roce 2004 Česká televize dokončila další Hanušův seriál, desetidílné Náměstíčko s herci Lubou Skořepovou a Josefem Vinklářem.
Spolupracoval se scenáristou Janem Míkou.
Hanuš dlouhodobě pracoval pro Českou televizi, kupříkladu na cyklech Kouzelná školka, Výpravy za poznáním, Deset minut s… nebo Bakaláři. Dále režíroval televizní pohádky Křesadlo, Sofie a ukradený poklad, Restaurace U prince, 100 + 1 princezna nebo Lojzička je číslo.

## Život
Jeho první manželkou byla herečka Jaroslava Hanušová, s níž měl tři děti – Kláru, Jaroslava a Báru. Se svou druhou manželkou Klárou Gočárovou měl děti dvě (Hanuše Gočára a Josefa Gočára) a další dvě vyženil. Poslední dvě desetiletí žil v Čerčanech, kde byl radním.

## Režie

### Televizní filmy
- 1986 – Šaty až na zem
- 1989 – Vampýr
- 1999 – Vraždy a něžnosti
- 2004 – Křesadlo
- 2005 – Restaurace U prince
- 2006 – 100 + 1 princezna
- 2006 – Lojzička je číslo
- 2006 – Tajemná truhla
- 2007 – Kdo hledá, najde
- 2008 – Sofie a ukradený poklad

### Seriály
- 1989 – Klip klap: Optimistická komedie (E09)
- 1990–1991 – Superdetektiv Klapp, německý seriál (část 3. sezóny a 4. sezóna: celkem 36 epizod)[2][3]
- 1995–1998 – Život na zámku
- 2001 – Šípková Růženka
- 2004 – Náměstíčko
- 2006 – Náves
- 2007 – Příkopy
- 2016 – Drazí sousedé: Nečekaný vítěz (E12), Slavnost (E13), Rozchod (E14)

### Pořady
- 1989 – Klubparáda
- 1998 – Bakaláři 1998
- 1999 – Kouzelná školka
- 2006 – Pomáhejme si
- 2013 – Artefakta

### Krátkometrážní
- 1979 – Odlet (studentský film)
- 1980 – Vindobóna (studentský film) získal cenu Literárního fondu
- 1997 – Bakaláři 1997 (seriál): Milenka dvou pánů (E07), Generální zkouška (E14), In flagranti (E15), Brýle (E18), Konečně v novém (E19), Ztráty a nálezy (E20)
- 1997 – Princ (TV film)
- 1997 – Tenhle striptýz platím já (TV film)
- 1998 – Telefon story (TV film)
- 1999 – Neprůstřelná nevěra (TV film)

## Herec

### Filmy
- 1999 – Vraždy a něžnosti (TV film)

### Seriály
- 1997 – Zdivočelá země
- 2001 – Duch český

### Dokumentární
- 2000 – Příběhy slavných (seriál)

### Krátkometrážní
- 1999 – Je to jináč (TV film)

## Scenárista
- 2006 – Pomáhejme si

## Ocenění
- seriál Život na zámku – v anketě TýTý, kategorie Pořad roku, v roce 1997 na 2. místě a v roce 1999 na 1. místě
- seriál Šípková Růženka – v anketě TýTý, kategorie Pořad roku, v roce 2001 na 3. místě
- za pohádku 100+1 princezna – na 39. ročníku Dětského filmového a televizního festivalu Oty Hofmana Cena dětského diváka 2007
- Vindobóna (studentský film) – cena Literárního fondu v roce 1980

## Sledovanost
- 2001 – seriál Šípková Růženka: 10 dílů tohoto seriálu vidělo téměř 32 miliónů diváků ve věku od čtyř let výše; jednotlivé díly si v průměru nenechalo ujít 2,698.000 (tj. 32,1 %) dospělých a 187 tisíc (tzn. 13,1 %) dětí ve věku 4 až 14 let; v případě dospělých to představovalo 57 % mužů a žen v pondělní večer u televizorů.[4][5]
- 2004 – seriál Náměstíčko se stal nejúspěšnějším dramatickým seriálem v nabídce České televize v roce 2004.[6]